# Sopot (reservoar)
Sopot (bulgariska: Сопот) är en reservoar i Bulgarien.   Den ligger i regionen Lovetj, i den centrala delen av landet, 100 km öster om huvudstaden Sofia. Sopot ligger 361 meter över havet.
I omgivningarna runt Sopot växer i huvudsak blandskog. Runt Sopot är det glesbefolkat, med 13 invånare per kvadratkilometer.